# Marià Rius i Montaner
Marià Rius i Montaner (Tarragona, 19 d'octubre de 1838 – Scala Dei, 12 de gener de 1894) era un empresari i polític català, fill de Marià Rius i Espina, comerciant d'Altafulla, i de Vicenta Montaner i Avellaner, de Cumanà (Veneçuela). El 1871 Amadeu I li concedí el títol de comte de Rius.

## Biografia
El 1853 va marxar a Madrid per a estudiar lleis. Allà va conèixer Salustiano de Olózaga Almandoz, amb la filla del qual es va casar el 1864 i mercè el qual es va afiliar al Partit Progressista. Fou un dels caps d'aquest partit a Tarragona i participà tant a la insurrecció de Tarragona de 1867 com a la revolució de 1868. Amic íntim de Joan Prim i Prats, fou vicepresident de la Junta Revolucionària de Tarragona. A les eleccions de 1869 fou elegit diputat per Tortosa i fou nomenat secretari del Congrés dels Diputats. A instància de Prim, formà part de la delegació que anà a Itàlia a buscar Amadeu per tal d'oferir-li el tron espanyol. Quan aquest es va exiliar, l'acompanyà a Lisboa i Torí. Fou elegit diputat per Falset a les eleccions generals espanyoles d'abril de 1872, i durant un temps alcalde de Tarragona i president de l'Ateneu de Tarragona. Fou escollit novament diputat a les eleccions de 1876, però no volgué ocupar l'escó per fidelitat a Amadeu I.
Poc després formà part de la Izquierda Liberal Dinástica, per la qual fou elegit diputat per Tarragona a les eleccions generals espanyoles de 1881. Després ingressà al Partit Liberal Fusionista, amb el que fou novament diputat per Tarragona a les eleccions generals espanyoles de 1884, 1886 i 1893. Per influència seva es va construir el pont sobre el riu Francolí, les obres del port de Tarragona i l'estació de ferrocarril. Li oferiren el càrrec de senador vitalici, però el va rebutjar.